# Melipona beecheii
Melipona beecheii là một loài Hymenoptera trong họ Apidae. Loài này được Bennett mô tả khoa học năm 1831.
Đây là loài bản địa Trung Mỹ từ bán đảo Yucatán ở phía bắc đến Costa Rica ở miền Nam. M. beecheii được nuôi ở bán đảo Yucatán bắt đầu từ thời kỳ tiền Columbus của nền văn minh Maya cổ đại. Tên Maya cho M. beecheii là "xunan kab," mà dịch đại khái "ong quý bà vương giả.". M. beecheii từng là chủ đề của nhiều nghi lễ tôn giáo của người Maya.